# 芒德蘭丁 (密西西比州)
芒德蘭丁（英語：Mound Landing）是位於美國密西西比州玻利瓦縣的鬼鎮。

## 地理
芒德蘭丁所處的海拔為高於海平面41米（即135英呎），而該地所採用的時區為UTC-6，即北美中部時區（CST）。同時該地設有夏令時間，為UTC-6調快一小時，即UTC-5（CDT）。